# フッ化テトラメチルアンモニウム
フッ化テトラメチルアンモニウム（フッかテトラメチルアンモニウム、英: Tetramethylammonium fluoride）は、化学式が(CH3)4NFで表される第四級アンモニウム塩であり、吸湿性のある白色固体である。この化合物は、裸のフッ化物と呼ばれ、金属原子と錯体を形成していないフッ化物イオンの供給源である。他のほとんどの可溶性フッ化物塩は、実際にはビフルオリド(HF2–)である。
フッ化テトラメチルアンモニウムを調製するには、水酸化テトラメチルアンモニウムとフッ化水素酸の中和反応と、異なるアンモニウム塩とフッ化カリウムやフッ化セシウムなどの無機フッ化物源を用いた塩メタセシス反応の2つの主要な方法が歴史的に利用されてきた。フッ化物アニオンは非常に塩基性が強いため、この塩は徐々にアセトニトリルと反応し、二量体を誘導する。この反応によりCH3C(NH2)=CHCNが生成され、共結晶化する。

## 関連塩
- フッ化テトラメチルホスホニウム（ (CH3)4PF）は、安定なアセトニトリル溶液を形成する。 イリドとフッ化水素カリウムから調製される。

(CH3)3P=CH2  +  KHF2   →   (CH3)4PF  +  KF
気体のフッ化テトラメチルホスホニウムは、ホスホランとして存在するが、アセトニトリル溶液中で自己イオン化する。より精巧なホスファゼニウム塩([(CH3)2N)3P]2N+F−)も知られている。
- 無水フッ化テトラ-n-ブチルアンモニウムは、ヘキサフルオロベンゼンとシアン化テトラブチルアンモニウムの反応によって調製される[5]。